# Saraghrar
Saraghrar - szczyt w paśmie Hindukusz. Leży w północnym Pakistanie, blisko granicy z Afganistanem. Jest to czwarty co do wysokości szczyt Hindukuszu oraz 78 szczyt Ziemi.
Pierwszego wejścia dokonali członkowie ekspedycji włoskiej Fosco Maraini, Franco Alletto, Paolo Consiglio, Betto Pinelli i Giancarlo Castelli 8 czerwca 1955 r.